# Ailén Pucheta
Ailén Adriana Pucheta (Lanús, Provincia de Buenos Aires, Argentina; 17 de junio de 1999) es una futbolista argentina. Juega de defensora en Estudiantes de Buenos Aires de la Primera División A de Argentina.

## Trayectoria

### Inicios
Comenzó jugando futsal en Independiente, desde los 10 años. En 2014 fue parte del fútsal de Boca Juniors, y de 2015 a 2018 en Sportivo Barracas.

### Lanús
Tras un breve paso por Independiente, donde no llegó a jugar de manera oficial. Llega al granate a finales del 2018, luego de la temporada de ascenso, para disputar el campeonato de Primera División 2018-19.

### Defensores de Belgrano
Llega al rojinegro a principios de 2021.

### Segunda etapa en Lanús
Al iniciar el año 2022 se anuncia su regreso a Lanús para disputar su segunda etapa con el club. En un partido contra Racing Club ingresó al arco y atajó los últimos 25 minutos, ya que el granate no contaba con más arqueras debido a las expulsiones en su contra.

### Estudiantes de Buenos Aires
En noviembre de 2022 se incorpora a Las Matadoras.

## Estadísticas

### Clubes
| Club                   | País      | Año             |
| ---------------------- | --------- | --------------- |
| Lanús                  | Argentina | 2018 - 2021     |
| Defensores de Belgrano | Argentina | 2021 - 2022     |
| Lanús                  | Argentina | 2022            |
| Estudiantes (BA)       | Argentina | 2022 - presente |

## Vida personal
Es hermana del también futbolista profesional, Joaquín Pucheta.